# Batalla de Tàrent (212 aC)
|  | No s'ha de confondre amb Batalla de Tàrent (209 aC). |

La batalla de Tàrent va tenir lloc l'any 212 aC i va ser un enfrontament dins del marc de la Segona Guerra Púnica, entre Cartago i la República Romana.

## Preludi
Després de la derrota que els romans van sofrir a mans d'Hanníbal a Cannae, l'any 216 aC, diverses ciutats itàliques van aprofitar el moment per rebel·lar-se contra el domini de Roma i canviar-se de bàndol. Els romans doncs, no sols havien de lluitar contra l'exèrcit cartaginès que havia envaït Itàlia, sinó que a més havien de recuperar i mantenir el control de les ciutats llatines per evitar que aquestes subministressin i ajudessin a l'enemic. L'any 212 aC, Hanníbal, que havia establert el seu campament d'hivern a Càpua, una de les ciutats rebels de la Campània, va decidir abandonar la ciutat i marxar més al Sud, cap a Tàrent, la ciutat més rica del sud d'Itàlia, amb l'objectiu de conquerir-la.

## Descontent de Tàrent amb Roma
Hanníbal havia establert negociacions amb una part de ciutadans de Tàrent que estaven força descontents amb la dominació romana. De fet, els tarentins ja s'havien alçat abans contra els romans però els seus intents es van veure frustrats quan els romans, per precaució, van enviar alguns d'aquests ciutadans descontents a Roma com a ostatges.
Quan posteriorment aquests ostatges van intentar escapar, els romans els van capturats i després d'assotar-los els van condemnar a morir a la roca Tarpeia. Aquest acte va enfurismar la població de Tàrent, que va renovar els contactes amb Hanníbal per lliurar-se dels romans.

## Assalt d'Hanníbal
L'assalt dels cartaginesos va sorprendre als romans, que no estaven preparats. Al governador romà Marc Livi Macat el van despertar enmig de la nit els crits d'alarma, quan ja 10.000 cartaginesos corrien per Tàrent eliminant els legionaris que trobaven adormits o beguts. Hanníbal va prohibir el saqueig de la ciutat i per respectar el seu pacte amb els tarentins, els va demanar que marquessin les cases on vivien i d'aquesta manera només van saquejar les cases dels romans. Marc Livi va aconseguir reunir part de les seves tropes i es va refugiar amb elles a la ciutadella, des d'on va resistir l'assalt d'Hanníbal. La resta de la ciutat es va perdre.

## Importància i conseqüències
Totes les ciutats del sud d'Itàlia, excepte Rhegium, estaven ara sota el control d'Hanníbal. Malgrat tot, en conèixer que els romans havien aprofitat el moment per posar setge a Càpua, va mobilitzar les seves forces i tornava sobre les seves passes només tres dies després de prendre Tàrent. En aquest moment de la història, Hanníbal semblava invencible, amb aliats al sud de la Gàl·lia, amb el control del sud d'Itàlia i el sud de la península Ibèrica. Malgrat tot, els romans aviat van recuperar Càpua després de la Segona Batalla de Càpua i l'any següent, el 209 aC, Quint Fabi Màxim Berrugós va capturar de nou Tàrent gràcies a una traïció.